# Erica Terpstra
Erica Terpstra (n. 26 mai 1943, Haga, Olanda de Sud, Țările de Jos) este o înotătoare ce a reprezentat Regatul Țărilor de Jos, medaliată olimpică. A participat la 2 ediții ale Jocurilor Olimpice (1960, 1964) în care a câștigat o medalie de argint și o medalie de bronz.